# Ruth Negga
Ruth Negga (* 7. leden 1982, Addis Abeba, Etiopie) je etiopsko-irská herečka, která se objevila ve filmech jako Capital Letters (2004), Experiment (2005), Snídaně na Plutu (2005), Warcraft: První střet (2016) a Loving (2016). Také si zahrála v seriálech jako Criminal Justice, Misfits, Agenti S.H.I.E.L.D..

## Životopis
Negga se narodila v roce 1982 ve městě Addis Abeba v Etiopii. Její rodiče jsou Norra (pocházící z Irska) a Dr. Negga (pochází z Etiopie). V Etiopii žili do jejích čtyř let. Je jedináček. Její otec zemřel v autonehodě, když jí bylo sedm let. Vyrůstala v Limericku v Irsku a do roku 2006 žila v Londýně. Studovala v centru Samuela Becketta na Trinity College v Cambridge, kde získal bakalářský titul ze studií herectví.

## Kariéra
Poprvé se na filmovém plátně objevila v irském filmu Capital Letters v roce 2004, kde hrála hlavní roli Taiwo. Následující rok si zahrála hlavní roli Mary ve filmu Experiment. Předtím pracovala převážně na divadelních hrách. Poté, co režisér Neil Jordan viděl Neggu hrát, změnil scénář k filmu Snídaně na Plutu, aby si ve snímku mohla zahrát. S Johnem Malkovichem si zahrála ve filmu Říkejte mi Kubricku v roce 2005.
V televizi se Negga objevila v seriálech Doctors, Criminal Justice a v irském Love Is the Drug. Také si zahrála hlavní roli Doris Siddiqui v seriálu stanice BBC Three Personal Affairs. Roli Rosie si zahrála v prvních dvou sériích seriálu Love/Hate. Zpěvačku Shirley Bassey si zahrála v BBC televizním filmu Shirley v roce 2011, za roli získala cenu IFTA Award v kategorii nejlepší televizní herečka.
V divadle se objevila ve hrách jako Duck, Titus Androniclus a Lay Me Down Softly. V roce 2007 začala pracovat s irskou divadelní skupinou Pan Pan Theatre. V roce 2010 hrála roli Ophelie ve hře Hamlet v národním divadle. Svůj hlas propůjčila do hry Dark Souls II.
V roce 2013 získala vedlejší roli Rainy v americkém seriálu Agenti S.H.I.E.L.D.. Zahrála si v 17 dílech. V roce 2013 si zahrála v oscarovém snímku 12 let v řetězech. V březnu 2015 byla obsazena do dramatického seriálu stanice AMC Preacher, který měl premiéru následující rok.
V roce 2016 si zahrála ve filmu Loving, který měl premiéru na Filmovém festivalu v Cannes a poté byl také promítán na Filmovém festivalu v Torontu. Snímek vypráví skutečný příběh Lovingových, kteří svůj vztah museli obhajovat před nejvyšším soudem – případ Lovingovi vs. Virginie. Negga byla za roli nominována na několik cen, včetně Zlatého glóbu.

## Osobní život
Od roku 2010 chodí a žije s hercem Dominicem Cooperem.

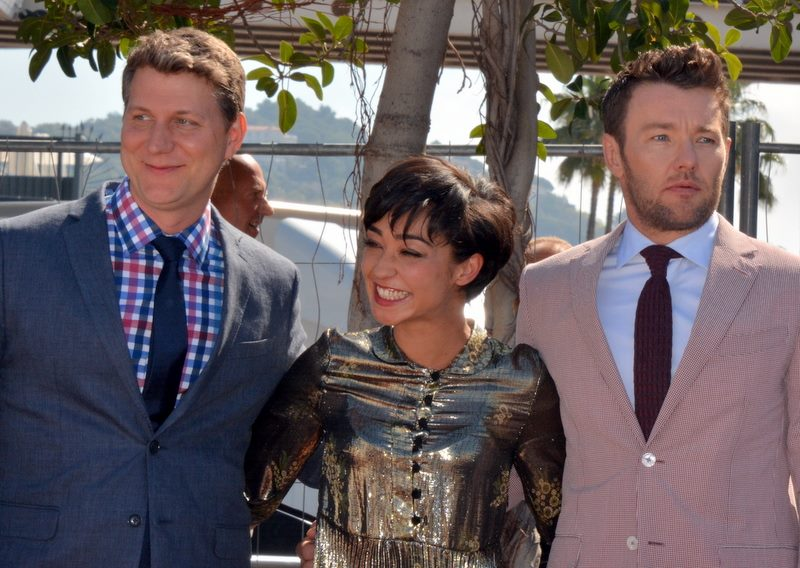
Režisér Jeff Nichols, Ruth Negga a Joel Edgerton na premiéře filmu Loving na Filmovém festivalu v Cannes.

## Filmografie

### Film
| Rok  | Název                      | Role                                | Poznámky |
| ---- | -------------------------- | ----------------------------------- | --- |
| 2004 | Capital Letters            | Taiwo                               | |
| 2005 | Stars                      | Sophie                              | krátkometrážní film |
| 2005 | 3-Minute 4-Play            | Woman                               | krátkometrážní film |
| 2005 | Snídaně na Plutu           | Charlie                             | nominace – Irish Film & Television Award v kategorii nejlepší herečka ve vedlejší roli – film |
| 2005 | Experiment                 | Mary                                | nominace – Irish Film & Television Award v kategorii nejlepší herečka v hlavní roli – film |
| 2005 | Říkejte mi Kubricku        | Lolita                              | |
| 2006 | The Four Horsemen          | Woman Priest                        | krátkometrážní film |
| 2009 | Corduroy                   | Tess                                | krátkometrážní film |
| 2010 | Jacob                      |                                     | |
| 2010 | Bleach                     | Anne                                | krátkometrážní film |
| 2011 | Hello Carter               | Doctor                              | krátkometrážní film |
| 2012 | Fury                       | Iris                                | |
| 2013 | Světová válka Z            | WHO doktorka                        | |
| 2013 | 12 let v řetězech          | Celeste                             | vymazaná scéna |
| 2013 | Jimi: Hvězda stoupá vzhůru | Ida                                 | |
| 2013 | Things He Never Said       | Rachel                              | krátkometrážní film |
| 2014 | Noble                      | Joan                                | |
| 2014 | Of Mind and Music          | Jessica                             | |
| 2015 | Iona                       | Iona                                | nominace – British Academy Scotland Award v kategorii nejlepší filmová herečka |
| 2016 | Loving                     | Mildred Loving                      | African-American Film Critics Association Award v kategorii nejlepší herečka Alliance of Women Film Journalists Award v kategorii nejlepší herečka New York Film Critics Online v kategorii objev roku Palm Springs International Film Festival v kategorii Stoupající hvězda Santa Barbara International Film Festival – Ocenění Vituosos Satellite Award v kategorii nejlepší herečka (shoda s Isabelle Huppertovou) čeká se – Black Reel Award v kategorii nejlepší herečka čeká se – Independent Spirit Award v kategorii nejlepší herečka čeká se – BAFTA – Ocenění stoupající hvězda nominace – AACTA International Award v kategorii nejlepší herečka nominace – Austin Film Critics Association Award v kategorii nejlepší herečka nominace – Critics' Choice Movie Award v kategorii nejlepší herečka nominace – Zlatý glóbus for v kategorii nejlepší herečka – drama nominace – Gotham Award v kategorii nejlepší herečka nominace – St. Louis Gateway Film Critics Association Award v kategorii nejlepší herečka nominace – Washington D.C. Area Film Critics Association Award v kategorii nejlepší herečka |
| 2016 | Warcraft: První střed      | Lady Taria Wrynn, královna Azerothu | |
| 2017 | Angela's Christmas         | Matka (hlas)                        | |
| 2019 | Ad Astra                   | Helen Lantos                        | |
| 2020 | Andělino vánoční přání     | Matka (hlas)                        | |
| 2020 | Přebíhání                  | Claire Kendry                       | |

### Televize
| Rok       | Název               | Role                | Poznámky                                                                                                  |
| --------- | ------------------- | ------------------- | --- |
| 2004      | Doctors             | Wanda Harrison      | díl: „The Replacement“                                                                                    |
| 2004      | Love is the Drug    | Lisa Sheerin        | 4 díly |
| 2008      | Criminal Justice    | Melanie Lloyd       | 5 dílů |
| 2009      | Personal Affairs    | Doris „Sid“ Siddiqi | 5 dílů |
| 2010      | Five Daughters      | Rochelle            | 3 díly |
| 2010–2011 | Love/Hate           | Rosie               | 8 dílů nominace — Irish Film & Television Award v kategorii nejlepší herečka ve vedlejší roli – televize  |
| 2010      | Misfits: Změtci     | Nikki               | 6 dílů nominace — Irish Film & Television Award v kategorii nejlepší herečka ve vedlejší roli – televize  |
| 2010      | The Nativity        | Leah                | 4 díly |
| 2011      | Shirley             | Shirley Bassey      | televizní film Irish Film & Television Award v kategorii nejlepší herečka v hlavní roli – televize        |
| 2012      | Secret State        | Agnes Evans         | 4 díly nominace — Irish Film & Television Award v kategorii nejlepší herečka ve vedlejší roli – televize  |
| 2013–2015 | Agenti S.H.I.E.L.D. | Raina               | 17 dílů nominace — Irish Film & Television Award v kategorii nejlepší herečka ve vedlejší roli – televize |
| 2016–2019 | Preacher            | Tulip O'Hare        | hlavní role, také výkonná producentka                                                                     |

### Video hry
| Rok  | Název         | Role       |
| ---- | ------------- | ---------- |
| 2014 | Dark Souls II | Shanalotte |

## Divadlo
| Rok       | Název                            | Divadlo                     |
| --------- | -------------------------------- | --------------------------- |
| 2003      | Duck                             | Traverse Theatre, Edinburgh |
| 2009      | Faidra                           | National Theatre, Londýn    |
| 2010–2011 | Hamlet                           | National Theatre, Londýn    |
| 2011      | The Playboy of the Western World | Old Vic Theatre, Londýn     |